# Пропаганда під час Другої світової війни

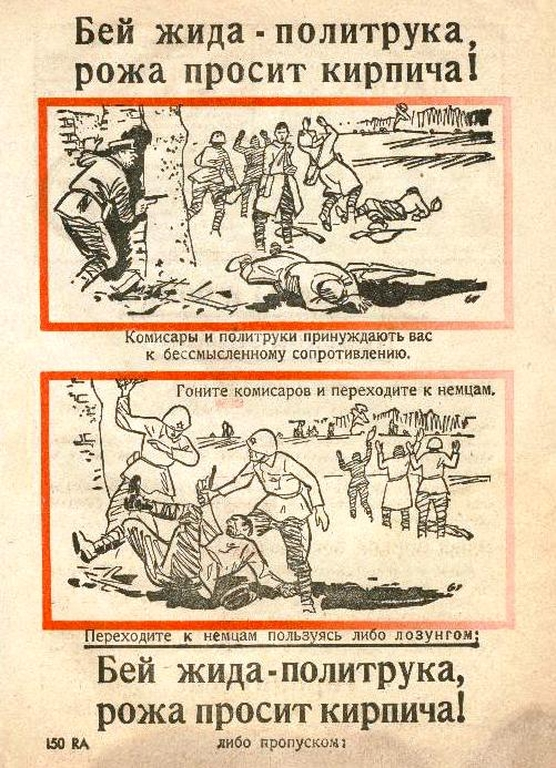
Лицьова сторона німецької пропагандистської листівки «Бий жида-політрука, пика просить цеглини!»

Під час Другої світової війни необхідність мобілізувати збройні сили і населення для ведення важкої війни, а також впливати на ворожу армію і населення зайнятих ворожих територій, обернулася розквітом у країнах, що воюють, різних пропагандистських технологій, які стали невід'ємною частиною самої війни. У хід йшли не тільки плакати і листівки, а й звукозаписи, радіопрограми, прямі пропагандистські аудіотрансляції на ворожі окопи, створення колабораціоністичних організацій.
Рівень обробки цільових груп з часом виявився дуже високим. Наприклад, за свідченнями очевидців, значна частина населення Німеччини навіть на початку весни 1945 року була впевнена в прийдешній перемозі, тоді як насправді результат війни вже був визначеним. Поразка Німеччини була неминучою.
З огляду на специфіку умов, в яких створювалися агітаційні матеріали, немає нічого дивного в тому, що більшість з них сучасній людині здаються занадто жорстокими, деякі занадто натуралістичними або ж, навпаки, карикатурними.

## Радянська пропаганда
З 1933 по 1941рр. образ нацистської Німеччини зазнав трансформації кілька разів: 1933 — серпень 1939 рр. — образ Німеччини як ворога при поділі нацистської держави і німецького народу; серпень 1939 — травень-червень 1941 р. — зняття антинацистських акцентів; травень 1941— 22 червня 1941 р.— повернення в пропаганду образу нацистської Німеччини як ворога в передвоєнних умовах.
Цією діяльністю займалося Управління пропаганди і агітації ЦК ВКП(б) і Відділ роботи з військами противника Головного політичного управління РСЧА.
Періодична преса була провідною формою радянської пропаганди. Сформований радянською пропагандою образ ворога в особі Німеччини, нацистської верхівки і нацизму — став важливим фактором морально-політичної підготовки СРСР до війни. Істотною складовою радянської пропаганди стало різке неприйняття расизму , нацизму , антисемітизму і шовінізму як прояв загальнолюдської складової ціннісних акцентів.
У воєнні роки до створення пропагандистських плакатів було залучено багато радянських художників з різних республік (Іраклій Толідзе). У кожному регіоні випускалися агітаційні матеріали з урахуванням специфіки менталітету і типу наданої фронтовикам допомоги.

## Спрямована на власне населення і армію
Пропаганда була зворотним боком силового впливу воюючої держави, зайнятого одночасно озброєним протистоянням на фронті і забезпеченням ефективної роботи тилу. З початком війни жителі втягнутих в неї країн зіткнулися з небезпекою втрати здоров'я і життя, різким зниженням рівня споживання, руйнуванням звичного соціального середовища. Пропагандистська робота була покликана знизити рівень соціального стресу, сприяти підвищенню бойового духу в армії і продуктивності праці в тилу. Майже всі матеріали подібного роду можна умовно розділити на дві категорії— зображують «своїх» і ворогів.
«Свої» в пропагандистських матеріалах постають сильними, впевненими в собі людьми. Як правило, широко використовуються зображення державних символів, політичних лідерів, популярних історичних персонажів (частіше пов'язаних з військовою історією). Сама війна в таких матеріалах постає справедливою, зумовленою необхідністю вирішення важливого загальнонаціонального завдання (наприклад, «порятунку європейської цивілізації від більшовизму» або «захисту соціалістичної Батьківщини від німецько-фашистських загарбників»). Народ постає як єдина і незламна сила. В пропагандистських матеріалах перебування на фронті не зв'язується з небезпекою.
Військові успіхи широко використовувалися з пропагандисткою метою. У повідомленнях Радінформбюро щодня докладно розповідалося про вдалі дії радянських підрозділів, перераховувалися чи не всі населені пункти, відбиті у ворога. Велика увага приділялася опису втрат противника, практикувався переказ показань полонених-«очевидців» про низький бойовий дух ворога.
Видавався «Блокнот агітатора»— масовий журнал Головного політичного управління Радянської Армії і ВМФ в допомогу армійським і флотським агітаторам. Публікував матеріали про подвиги радянських людей на фронті і в тилу. Виходив із серпня 1942, два рази на місяць. У роки Другої світової війни «Блокнот агітатора» видавався російською, азербайджанською, вірменською, грузинською, казахською, узбецькою, татарською мовами. Основні завдання: роз'яснення політики КПРС і Радянського уряду з питань будівництва Збройних Сил, пропаганда революційних, бойових і трудових традицій радянського народу і його Збройних Сил, роз'яснення вимог військової присяги і статутів, узагальнення досвіду армійських і флотських агітаторів. .
В СРСР в період війни в пропагандистських цілях стала використовуватися історична спадщина добільшовицької Росії, перш за все військова. В армії була відтворена гвардія, в зміненому вигляді повернулися георгіївські нагороди і символи, кадетські корпуси. Починаючи з 1943 року радянські військовослужбовці стали носити погони, були введені нові нагороди на честь історичних російських полководців і флотоводців— Олександра Невського, А. В. Суворова, М. І. Кутузова, Ф. Ф. Ушакова, П. С. Нахімова. У великій кількості стали видаватися брошури про героїчне минуле російського народу. У той же час в пропаганді зверталися і до часів Громадянської війни, підкреслювалися подвиги червоноармійців і проводилися паралелі між Громадянською війною і війною проти загарбників.
Були спроби використовувати з пропагандисткою метою Церкву. У 1943 році після великої перерви було дозволено обрання нового Московського патріарха. Про патріотичну позицію Церкви широко повідомлялося у пресі. Зокрема, широку популярність здобув факт створення на кошти віруючих танкової колони «Дмитро Донський».

## Вороги в пропагандистських матеріалах

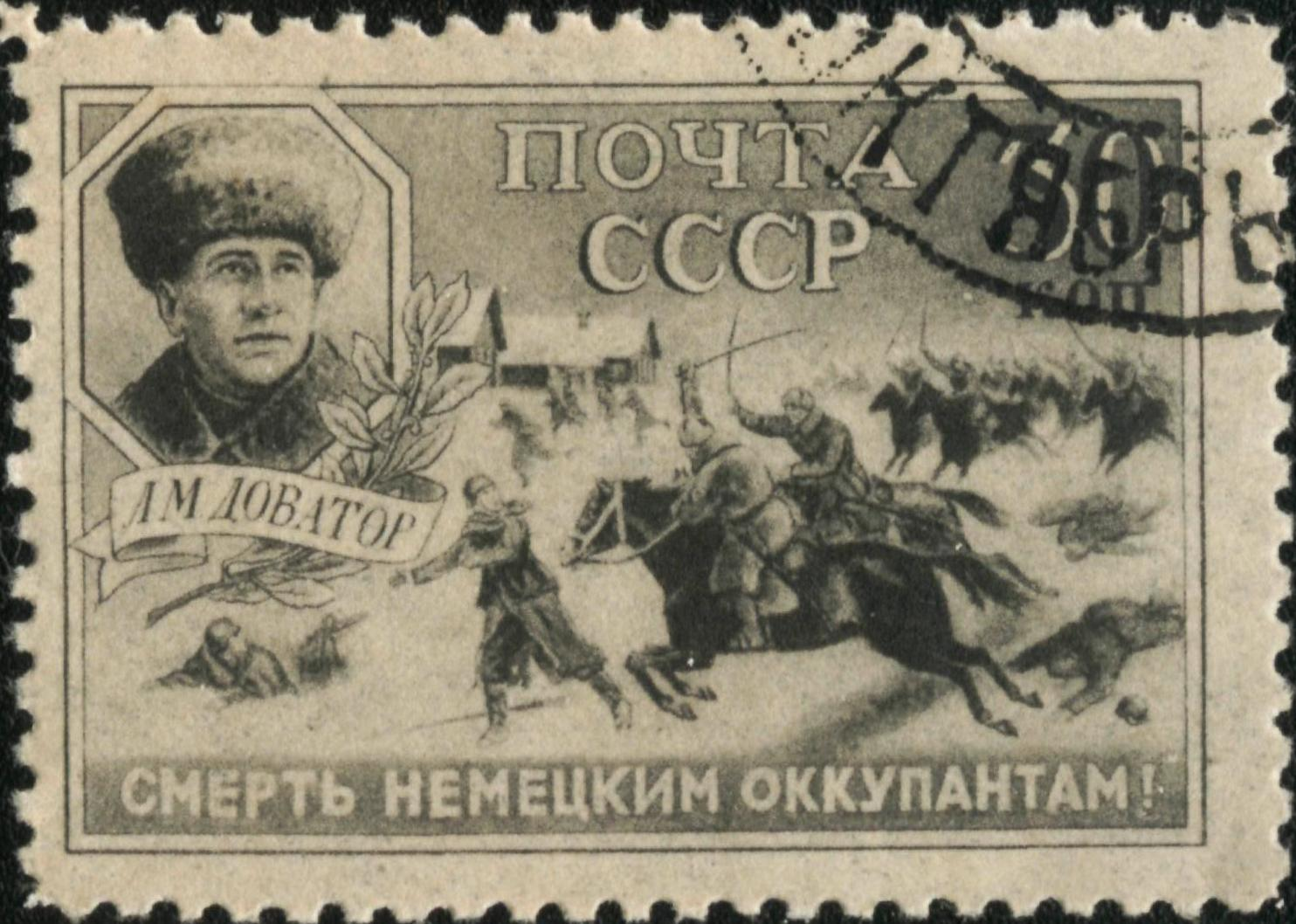
Марка «Розбій німецьких військ під Москвою». Німець-мародер від морозу закутаний в жіночий одяг і хустку

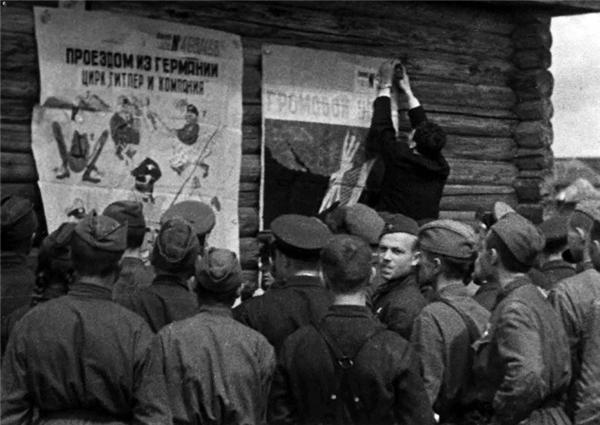
Кукринікси, 1942

Вороги в пропагандистських матеріалах постають жалюгідними, безпорадними і нелюдськими монстрами. У деяких випадках центральною ланкою пропагандистського матеріалу стає не сам ворог, а нелюдськість і руйнівність його дій. Це пов'язано з необхідністю одночасно придушити в своїх солдатах страх по відношенню до ворога, вселити в них рішучість і деперсоніфікувати образ противника— зробити так, щоб він не сприймався як людина і в нього було легше стріляти. Як правило, в таких матеріалах сильні мотиви захисту своєї країни, свого будинку, а також мотив помсти.
Часто використовувалися в непривабливому вигляді образи політичних лідерів ворожої держави. В пропагандистської кінопродукції бойові і особисті якості ворожих солдатів описуються найчастіше як дуже низькі. Найчастіше, перебуваючи в безпеці, вони виглядають нахабними і дурними, але виявляють боягузтво в бою. Ворога в такому фільмі виявляється дуже легко вбити. Так, наприклад, в завершальному епізоді радянського фільму «Два бійці» (1943) головні герої удвох безперешкодно розстрілюють колони німців, що наступали.

## Пропаганда в нейтральних державах
За вказівкою Сталіна, в кінці 1940 року Комінтерн і БРП(к) розгорнули в Болгарії одну з наймасштабніших і найуспішніших пропагандистських кампаній у всій Другій світовій війні— Соболевську акцію (болг. Соболєва акція). Вона мала на меті чинити тиск на думки прем'єр-міністра Болгарії Богдана Філова і болгарського царя Бориса III, щоб вони прийняли пропозицію СРСР про укладення пакту про взаємодопомогу з Болгарією. В ході Соболевської акції активісти БРП(к), за підтримки своїх союзників з політичного кола «Ланка», БЗНС і БРСДП (ш.с.) домоглися відправлення сотень звернень, телеграм і відозв. В них представники всієї болгарської громадськості— робітники, селяни, інтелігенція, старшокласники, студенти та ін., закликали Народні збори, уряд Болгарії і царя Бориса III прийняти пропозицію СРСР. Оцінки кількості зібраних підписів варіюються в межах від 340 000 до півтора мільйонів.

## Пропаганда «в стані ворога»
Пропагандистська робота проти ворога мала на меті знизити його бойовий дух, змусити відмовитися від продовження збройної боротьби і схилити до здачі в полон та деморалізувати противника. З цією метою сторони вели за допомогою гучномовної апаратури трансляції через лінію фронту пропагандистських програм, іноді чергуючи їх з музикою. У розташування ворожих частин закидалися агітаційні друковані матеріали (листівки, які також служили і «перепусткою» в полон). Найчастіше в таких матеріалах містилася думка про небезпеку або безглуздість опору. Пропагандисти повідомляли солдатам противника про те, що вони знаходяться в тяжкому становищі, безпосередньо загрозливому загибеллю, що в тилу у них залишилася сім'я, яка чекає, що вони повернуться живими і здоровими.
Часто в якості мотиву відмови від опору пропонувався тезу про «неправильність» політичного режиму в країні, яку захищає солдатів. У разі здачі в полон противник обіцяв гідні, а то і розкішні умови утримання до кінця війни. Багато друкованих пропагандистських матеріалів були оформлені як «пропуск в полон»— передбачалося, що солдат, який здається, повинен пред'явити таку листівку першому ж військовослужбовцю ворожої армії. Часто агітаційні матеріали для противника створювалися від імені колабораціоністських організацій— таких як «Російська визвольна армія» або «Вільна Німеччина».

## Пропаганда союзників
Друга світова війна є одним з найяскравіших прикладів репрезентації образу ворога в пропагандистських компаніях. Від того як політики і їх пропагандисти могли зобразити своїх головних військових, політичних та ідеологічних супротивників, навмисно спотворити їх образ, підкреслити негативні риси цього образу, мотивувати звичайну людину не тільки захищати інтереси своєї країни, а й певну ідеологію, залежала доля держав і народів, а також майбутнє всього людства. Не є винятком в цьому плані і пропагандистські кампанії союзників по антигітлерівській коаліції, в яких плакати активно використовувалися в якості основного інструменту візуалізації ворожого образу.
При аналізі візуального відображення образу ворога в пропаганді союзників, виділяються такі риси:
- Тваринний образ ворога.
- Перебільшення чи применшення тих чи інших деталей.
- Особливий акцент на великих втратах ворога.
- Використання світлового контрасту.
- Звернення до історичного минулого.
- В пропаганді США та Великої Британії використовувався образ християнства, як релігії, яка протистоїть нацизму.

## Нацистська пропаганда

Німецький плакат «Перемога за всяку ціну»

### Спрямована на власне населення і армію
Основою розробленої Геббельсом концепції було інформування та вплив на населення Рейху через радіо— відповідно, практично в кожній німецькій родині був радіоприймач.
За роки війни було випущено 150—180 пропагандистських фільмів (із загального числа близько 1300). В кінотеатрах перед кожним сеансом влаштовувався перегляд (обов'язковий, пропустити було неможливо) пропагандистського кіножурналу «Die Deutsche Wochenschau» — на початку війни тривалістю 10-15 хв., в кінці — вже півгодини.
У пропагандистських фільмах (і промовах Гітлера), роз'яснюють причини оголошення війни Америці, проводилися паралелі між нею і «єврейським» урядом Рад, єврейським характером її капіталу, жидобільшовцькою спрямованістю її політики (спрямованої на поглинання третіх країн), а президент Рузвельт оголошувався євреєм. США малювалася як країна низькою моралі, а основним джерелом добробуту її громадян була гра на біржі.
У 1940-і роки нацисти зняли ряд псевдодокументальних фільмів в спробі зобразити в негативних барвах євреїв і тим самим виправдати «остаточне рішення». Зокрема, в Варшавському гетто було відзнято велика кількість неправдивих кіноматеріалів (пізніше вони були виявлені в архівах, змонтовані і супроводжено коментарями в картині «Незакінчений фільм»). У Терезинському гетто був знятий фільм «Фюрер дарує євреям місто», кілька разів демонструвався представникам Червоного хреста (режисер фільму Курт Геррон пізніше загинув в таборі смерті).

### Спрямована на армію противника
На передовій широко застосовувалися гучномовні рупорні установки, для поширення листівок— агітаційні снаряди і реактивні міни. Листівки Третього рейху для СРСР здебільшого поширювалися літаками люфтваффе.
Активно використовувалися факти захоплення в полон або загибелі значущих фігур противника (німецькі листівки з Яковом Джугашвілі, сином Сталіна, сина Хрущова Леоніда, великих воєначальників), в тому числі і з елементами фальсифікації матеріалів (фотознімків, висловлювань іт.ін.).
Поширення на неокупованій території чуток про те, що «євреї не воюють», що на фронті їх немає, що всі вони влаштувалися в тилу, в постачанні іт.ін..

### Пропаганда на окупованих територіях

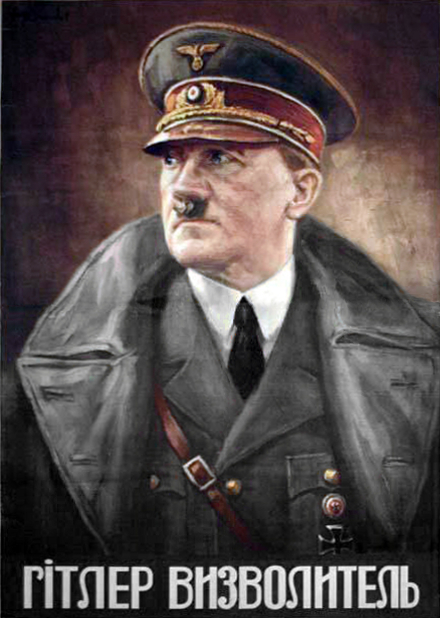
Німецький плакат «Гітлер— визволитель»

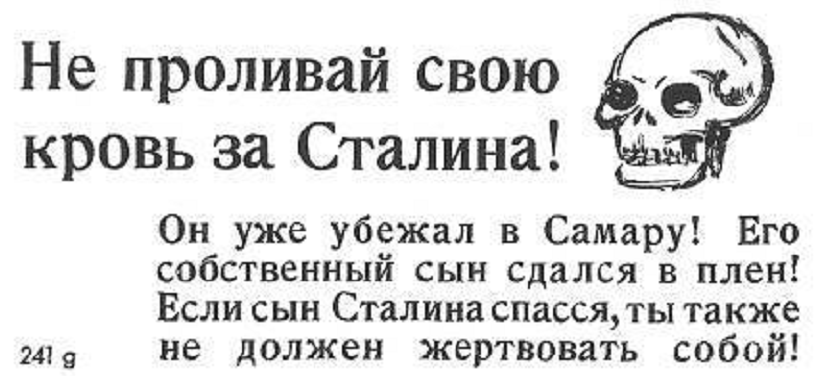
Німецька антирадянська листівка, з помилковою інформацією про втечу Сталіна в Самару

Під час Другої світової війни тривалу окупацію великих і різнорідних густонаселених просторів території ворога виробляла тільки одна сторона— Німеччина і її союзники. Саме досвід Німеччини в цьому сенсі представляє найбільший інтерес. Оскільки до різних територій, які опинилися в окупації, у німців був різний інтерес, відповідно різними були способи управління підвладними країнами і застосовувалися різні пропагандистські прийоми. Так, жителі захопленої Скандинавії вважалися «арійцями», повноцінними громадянами Рейху, які повинні брати активну участь в його справах. Французи вважалися цивілізованим, але чужим народом, в якому слід було виховувати лояльність до окупантів. З цією метою, наприклад, німецький міністр пропаганди Йозеф Геббельс позував перед фотокамерами разом із зірками французької культури.
Політика на сході, в Польщі і захоплених районах Радянського Союзу була іншою. Оскільки слов'яни вважалися неповноцінною расою, то в перспективі передбачалося їх знищення або генманізація. В якості першого кроку в цьому напрямку проводилася робота по знищенню найбільш сильних національних культур і роз'єднання людей. З пропагандистської точки зору це означало загравання з національними рухами і нацьковування громадян один на одного.